# Féminisme en Afrique du Sud
Le féminisme en Afrique du Sud  désigne l'ensemble des actions menées en Afrique du Sud pour améliorer la condition des femmes afin d'obtenir leur émancipation, leur autonomisation, par ricochet, l'égalité des sexes.
Les premiers combats féministes se concentrent sur le droit de vote des femmes blanches, et leur donne ainsi la possibilité de participer aux élections dès les années 1930, ainsi que sur un activisme important dans les années 1950 pour revendiquer l'égalité salariale entre hommes et femmes.
Les années 1980 représentent un tournant majeur dans l’avancement des femmes sud-africaines. En 1994, après la fin de l’apartheid, le statut des femmes se renforce grâce à des réformes constitutionnelles.

## Historique

### Aperçu
Le mouvement féministe sud-africain des années 1990 s'est nourri de l’élan d’autres mouvements importants en faveur des droits des femmes dans les pays africains voisins. Des pays comme le Zimbabwe et le Mozambique inspirent le mouvement, car les femmes y réussissent à s’organiser et à faire pression pour que leurs besoins deviennent une priorité de l’État,.
Au cours de la transition du pays vers une démocratie multiraciale au milieu des années 1990, le féminisme sud-africain contribue au processus de reconstruction, en luttant pour une société non raciste et non sexiste.
Le féminisme sud-africain s’aligne sur l’agenda du féminisme mondial en tant que projet continu conçu pour déconstruire et remettre en question les dualités et les binaires entre les hommes et les femmes aux yeux de la société et de l’État.[réf. nécessaire]
Il est enraciné dans des épistémologies et des croyances sur les femmes et le travail des femmes nettement différentes de celles qui fondent d’autres structures sociales modernes inéquitables, telles que l’indemnisation des accidents du travail.[réf. nécessaire]

### Suffrage des femmes et l'engagement civique
En Afrique du Sud, la lutte pour le suffrage des femmes commence en 1889 et est principalement menée par la Women's Enfranchisement Association of the Union . Les femmes blanches obtiennent le droit de vote par la loi sur le droit de vote des femmes de 1930.
La première élection générale à laquelle les femmes peuvent voter est celle de 1933.
Les femmes asiatiques et de couleur en Afrique du Sud obtiennent le droit de vote en 1983, plus de cinq décennies après que le droit de vote ait été accordé aux femmes blanches.[réf. nécessaire]
En 1933, Leila Wright, en tant que femme de Deneys Reitz (en), est élue première femme députée.
L'organisation Black Sash est fondée dans les années 1950, initialement intitulée Women's Defence of the Constitution League, mais finalement raccourcie par la presse en Black Sash en raison de l'habitude des femmes de porter des écharpes noires lors de leurs réunions de protestation.

### Égalité salariale
La famille nucléaire tend à disparaître en Afrique du Sud, car de plus en plus de femmes et d’hommes choisissent de ne pas se marier, tandis que les divorces se multiplient, entraînant une augmentation des foyers à revenu unique.
Selon une estimation du Forum économique mondial en 2017, le revenu gagné en parité de pouvoir d’achat s’élève à 9 938 dollars pour les femmes en Afrique du Sud, contre 16 635 dollars pour les hommes.[réf. nécessaire]
En Afrique du Sud, les femmes consacrent en moyenne 56,1 % de leur journée à du travail non rémunéré souvent lié aux responsabilités parentales ou domestiques contre 25,9 % pour les hommes.[réf. nécessaire]

### Lois anti-discrimination
Le 9 août 1956, 20 000 femmes manifestent devant les Union Buildings à Pretoria pour protester contre l’imposition des laissez-passer aux femmes.La marche se déroule sous la bannière de la Fédération des femmes sud-africaines.(FSAW). Ce jour devient par la suite la Journée nationale de la femme en Afrique du Sud.[réf. nécessaire]
La loi sur les biens matrimoniaux de 1988, entrée en vigueur le 1er novembre 1984, abolit la subordination économique, sociale, juridique et patrimoniale des femmes mariées blanches, indiennes et de couleur à leurs époux. Avant l’adoption de cette loi, les femmes mariées sont considérées comme des mineures légales, ce qui les prive de toute autonomie juridique et de liberté sociale individuelle ; tous les biens économiques et immobiliers doivent alors être transmis par la lignée masculine.[réf. nécessaire]
Le 2 décembre 1988, la loi est modifiée afin d’étendre sa protection aux femmes africaines engagées dans des unions civiles.
Après les premières élections démocratiques de 1994, l’Afrique du Sud abroge de nombreuses lois discriminatoires et les remplace par la loi sur la violence domestique de 1998.

### Loi sur le viol conjugal
Traditionnellement, en Afrique du Sud, les rapports sexuels non consensuels au sein du mariage ne sont pas reconnus comme un viol.[réf. nécessaire]
En 1987, la Commission du droit propose une loi visant à criminaliser le viol conjugal en Afrique du Sud. La législation sud-africaine considère que le viol conjugal n’est pas aussi grave qu’un viol « ordinaire » et estime, par conséquent, qu’il ne mérite pas les mêmes sanctions.[réf. nécessaire]
En 1993, l’Afrique du Sud adopte la loi sur la prévention de la violence familiale. Cette loi criminalise le viol conjugal et d’autres violences domestiques. Le viol conjugal est désormais classé et intégré au délit de viol. Cette loi abolit également la « règle de prudence », qui autorise un juge à remettre en question la crédibilité d’une victime de viol.[réf. nécessaire]
L’Afrique du Sud figure parmi les pays africains les plus avancés en matière de droits des femmes.[réf. nécessaire]
La loi n° 116 de 1998 sur la violence domestique vise à protéger les personnes victimes de violences au sein du foyer.
En étudiant la culture du viol en Afrique du Sud, les historiens constatent que le phénomène est si répandu que de nombreuses communautés l’acceptent comme un aspect ordinaire de la vie quotidienne. De nombreuses femmes hésitent à reconnaître avoir été victimes de viol conjugal, en raison d’un gouvernement et d’une société dominés par le pouvoir patriarcal,.

### Persécution des militants
Dans les années 1950, des militantes de la Fédération des femmes sud-africaines sont jugées pour trahison aux côtés de membres du Congrès national africain, du Parti communiste sud-africain et d’autres organisations.[réf. nécessaire]

## Défis
Sous l’apartheid, les femmes de couleur subissent de profondes inégalités, car elles appartiennent à deux groupes opprimés. Elles endurent à la fois la violence structurelle fondée sur la discrimination raciale et les inégalités systémiques auxquelles toutes les femmes sont confrontées.
Pendant de nombreuses années, la lutte contre l’apartheid prend le pas sur les initiatives en faveur de l’égalité entre les sexes. Après l’abolition de l’apartheid en 1991 et la transition vers la démocratie en 1994, une plus grande attention a été accordée aux droits des femmes,.
Des femmes noires africaines contemporaines, comme Thuli Madonsela, incarnent un féminisme ancré dans les réalités sociales et culturelles du continent.

## Organisations
Le mouvement des femmes tourne autour d’un ensemble diversifié d’ONG telles que Les Personnes Opposées à la Maltraitance des Femmes (People Opposing Women Abuse), Sonke Justice de genre (Sonke Gender Justice) ou le Mouvement progressiste des femmes d'Afrique du Sud (Progressive Women’s Movement of South Africa).
D’autres organisations comme  la Fédération des femmes sud-africaines et Ligue des femmes du Congrès national africain jouent une fonction historique dans la promotion des droits et des privilèges des femmes sud-africaines  contre les lois discriminatoires sur les laissez-passer visant à restreindre les déplacements des femmes de couleur.

## Note et Références